# ジョン・バーク (リバティ船)

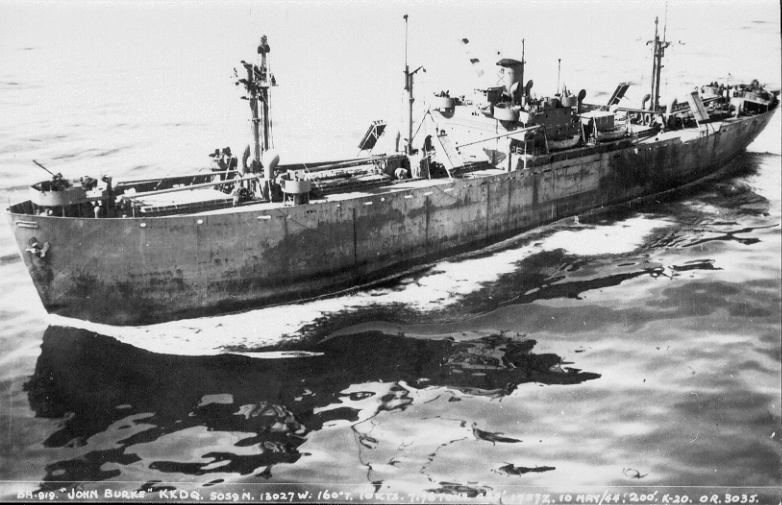

ジョン・バーク（英: SS John Burke）は、アメリカ合衆国のリバティ輸送船。1944年12月28日に神風特別攻撃隊の攻撃によって爆沈し、乗員全員が死亡した。

## 船歴
オレゴン州ポートランドのカイザー造船所（Kaiser Shipbuilding Company's Oregon Shipbuilding ）で建造された。いわゆるカイザー船の1隻である。
キールは1942年11月20日に船台に設置され、33日後の12月13日に進水した。10日間の艤装作業の後にジョン・バークは12月23日にアメリカ海軍に引き渡された。船名は、ノースダコタ州の第10代目の州知事の名前に由来する。1944年初期にはノースランド海運会社(Northland Transportation Company)を通じた契約でチャーターされていた。ジョン・バークはハワイ、オーストラリア、ガタルカナル、マナウス、ニューギニアなどに軍事物資を輸送した。

## 構造

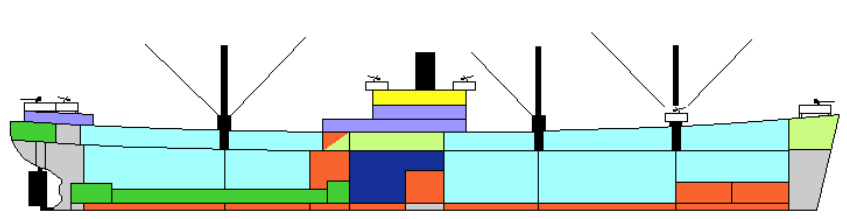
リバティ・シップの色分けされた内部構造図、右舷側から。右に船首。

船体中央部に2基の重油ボイラーと1基の3段膨張式レシプロ蒸気機関を備えていた。1軸のスクリューを駆動し2,500馬力で11ノットの速度を発揮した。最大速力の時にはスクリューの回転数は毎分76回。
船首から船尾までは7つの防水区画で仕切られており、上下方向には2層の甲板をもつ構造となっていた。3インチ砲と20mm対空機関砲を装備していた。荷物の積み下ろし用に3本のクレーンを装備し、5つの船倉を持っていた。乗員は船体中央の最上甲板上に設けられた3層構造のブリッジと船尾の1層の居住区で生活した。3層のブリッジの一番上には無線室や操舵室、船長室が設けられていた。全長は約129m、全幅は17.4mであった。
他のリバティ輸送船と同じく、ジョン・バークも5年程度の運用を念頭に置いた簡素な構造であった。

## 沈没
1944年下旬、ジョン・バークはシアトルを出港し、グアムで数日かけて弾薬を積載した。弾薬はミンドロ島での作戦のために使用予定であり、100隻の船団（"Uncle Plus 13" 船団という名称だった）を構成してフィリピンのレイテ湾に向かい、12月27日夜にレイテ沖に到着した。
12月28日には早朝から日本軍による攻撃が予想され警戒態勢となっていた。船団が壊滅した場合は、ミンドロ島の攻略に必要な物資が失われ、作戦行動に重大な支障が出る事が懸念されたが、悪天候のために米軍は戦闘機の護衛を付けることが出来なかった。この時6機の神風攻撃隊がセブ島から出撃していた。
8時15分、レーダーによって日本機が捕捉され、船団は回避運動を始めた。船団には戦闘機の護衛がなく、6機の特攻機は雲の切れ目から船団に突入を開始した。10時20分、1機の特攻機が被弾して火を噴きつつジョン・バークの前部の2番船倉と3番船倉の間に急降下で突入し、爆発炎上した。数秒のちに積載した弾薬が誘爆し、巨大なキノコ雲が生じた。強い衝撃波が発生し、ジョン・バークの直後を航行していた別の輸送船は沈没した。また衝撃波の他に飛び散った破片によって他の船舶も損傷した。衝撃波を魚雷命中と誤認して報告してくる船もあった。12時13分に天候が回復したので護衛の戦闘機が船団に配置され、その後3時間にわたって上空を警備した。
ジョン・バークの68人乗員は全員が死亡した。乗員の内訳は、船の航行を担当する40人の船員と、対空戦闘等を担当する28人の武装米軍兵士であった。突入した特攻機は、九九式艦上爆撃機とされるが、零式艦上戦闘機だとする資料もある。ジョン・バークは、神風特攻によって撃沈されたリバティ輸送船3隻の1つとなった。また神風特攻隊によって撃沈された47隻のうちの1隻でもある。ジョン・バークの船体はミンダナオ島の北側、ホキシル島の沖合、海面下457mに沈んでいる。
この日の戦闘では、レイテ沖でリバティ船　ウィリアム・サージェント·ラッドも神風特攻機の攻撃によって沈没している。また、リューイス・L・ダイチというリバティ船も特攻機でフィリピン海域で撃沈されている。